# ヤエヤマイチモンジ
ヤエヤマイチモンジ（八重山一文字、Athyma selenophora）は、チョウ目（鱗翅目）アゲハチョウ上科タテハチョウ科に属するチョウの一種。

## 概要
イチモンジチョウとミスジチョウの中間的な種類。大きさはミスジチョウに近く、体型はイチモンジらしい。
雄の翅表は白一文字となり、斑紋の集合体ではなくくっついてシンプルな帯状になる。また紫色の縁取りが現れる。雌の翅表は一文字ではなく三筋になる、顕著な性的二形。
食草はアカネ科のコンロンカ・ヤエヤマコンロンカ・アカミズキ。葉に一つずつ産みつける。越冬態は不定で、成虫は年中出現する。
与那国島には近縁種のシロミスジが生息する。翅裏が本種では紫のかった黒褐色だが、シロミスジは黄土色がかる。また名の通り雄も三筋となる。

## 分布
石垣島、西表島。国外では台湾、インドから中国南部、インドシナ半島、スンダランド。